# Mika Järvinen
Mika Järvinen (* 15. November 1988 in Hattula) ist ein finnischer Eishockeytorwart, der seit 2015 bei Vaasan Sport in der Liiga spielt.

## Karriere
Järvinen begann seine Karriere in der Saison 2003/04 in der U18-Mannschaft von Hämeenlinnan Pallokerho (HPK). In der nächsten Saison wurde er erstmals in die U17-Nationalmannschaft Finnlands berufen und nahm an der U17-Weltmeisterschaft teil. Während der Saison 2005/06 wechselte er zu KalPa Kupio; dort wurde er in der U18- und U20-Mannschaft eingesetzt. Ebenso wurde er erstmals in die U18-Nationalmannschaft berufen.
In der Saison 2007/08 konnte er mit der U20-Mannschaft von KalPa die Meisterschaft feiern. In dieser Saison hatte er den niedrigsten Gegentorschnitt aller Torhüter (2,12) und wurde in das All-Star Team berufen. In dieser Saison wurde er regelmäßig in der Profimannschaft von KalPa in der SM-liiga eingesetzt. In der folgenden Saison konnte er im Spiel gegen Lukko ein Tor erzielen. Die Saison 2009/10 konnte er mit dem niedrigsten Gegentorschnitt (1,97) der Liga beenden. Die Saison 2010/11 bestritt Järvinen für Jokerit Helsinki. Ab der Saison 2011/12 spielte er wieder für seinen Stammclub HPK mit einem kurzen Intermezzo von zwei Spielen für LeKi Lempäälän in der Mestis, der zweiten finnischen Liga. Während der Saison 2012/13 wurde Järvinen erstmals in die finnische Eishockeynationalmannschaft berufen.
Vor der folgenden Saison wechselte er zu Amur Chabarowsk in die KHL. Seit der Saison 2014/15 spielt Järvinen für die Kassel Huskies in der DEL2 und wurde in seiner Premierensaison zum Spieler des Jahres ernannt. Nach diesem Erfolg kehrte er nach Finnland zurück und wurde von Vaasan Sport aus der Liiga verpflichtet.

## Erfolge und Auszeichnungen
- 2008 Finnischer U20-Meister mit KalPa Kuopio
- 2015 DEL2-Spieler des Jahres[3]
- 2015 DEL2-Torwart des Jahres

## Karrierestatistik
(Legende zur Torhüterstatistik: GP oder Sp = Spiele insgesamt; W oder S = Siege; L oder N = Niederlagen; T oder U oder OT = Unentschieden oder Overtime- bzw. Shootout-Niederlage; Min. = Minuten; SOG oder SaT = Schüsse aufs Tor; GA oder GT = Gegentore; SO = Shutouts; GAA oder GTS = Gegentorschnitt; Sv% oder SVS% = Fangquote; EN = Empty Net Goal; 1 Play-downs/Relegation; Kursiv: Statistik nicht vollständig)